# ريد هادلي
ريد هادلي (بالإنجليزية: Reed Hadley)‏ مواليد 25 يونيو 1911 في بيتروليا، تكساس، الولايات المتحدة - الوفاة 11 ديسمبر 1974 في لوس أنجلوس، كاليفورنيا، الولايات المتحدة، هو ممثل أمريكي بدأ مسيرته الفنية سنة 1938. امتدت مسيرته الفنية لأكثر من 33 عاما.

## الأعمال

### أفلام
- بوفالو بيل
- المنزل الكائن بشارع 92
- الستار الحديدي

## روابط خارجية
- ريد هادلي على موقع IMDb (الإنجليزية)
- ريد هادلي على موقع قاعدة بيانات برودواي على الإنترنت (الإنجليزية)
- ريد هادلي على موقع إن إن دي بي (الإنجليزية)
- ريد هادلي على موقع قاعدة بيانات الفيلم (الإنجليزية)